# Gömbös Gyula
Vitéz jákfai Gömbös Gyula (Murga, Tolna vármegye, 1886. december 26. – München, 1936. október 6.), császári és királyi (k. u. k.) vezérkari tiszt, magyar királyi szolgálaton kívüli gyalogsági tábornok, politikus, országgyűlési képviselő, titkos tanácsos, honvédelmi miniszter, a Magyar Királyság miniszterelnöke 1932-től haláláig.

## Ifjúsága, út a politikába
Gömbös Gyula 1886. december 26-án született a Tolna vármegyei Murgán evangélikus tanítói családban. Édesapja idősebb jákfai Gömbös Gyula (1858–1921), a falu elemi iskolájának evangélikus felekezetű tanítója, édesanyja a polgári származású evangélikus Weitzel Mária (1867) volt. Az apai nagyszülei jákfai Gömbös Imre (1827) és Pfendeszak Karolina (1836) voltak. Az anyai nagyszülei Weiczel János murgai telkes és Därb Ernesztina voltak. Ősei főként németek voltak, ám magyar nemesi felmenőkkel is büszkélkedhetett. Az elemi iskolát Murgán végezte (1893–1897), majd családjával Sopronba költözött, ahol az evangélikus líceumban (1897–1901) folytatta tanulmányait. 1901-től a pécsi honvéd hadapród iskola növendéke lett. 1905-ben zászlóssá avatták, első állomáshelye a zágrábi 25. honvéd gyalogezred volt. 1912-ben főhadnagyként vonult be a bécsi Theresianum Katonai Akadémia hadiiskolába, ahol vezérkari tiszti képzésen vett részt. Az első világháború végére már vezérkari százados volt. 1918-ban Budapestre sietett és a harmadik Wekerle-kormány hadügyminisztériumában vállalt tisztséget: egy ideig katonai attasé volt Zágrábban, illetve a balkáni hadműveletekért felelős csoportot vezette.
Gömbös még 1918 végén sem akarta feladni a háborút. Wekerle Sándornak írt emlékiratában a magyar hadsereg újjászervezésével, a tartalékosok és a „fölöslegessé vált” haderő mozgósításával magyar szempontból még megmenthetőnek tartotta a helyzetet. Még az őszirózsás forradalom után is tett kísérletet megmenteni történelmi magyar területeket; ezen lépések egyike vezetett a Magyar Országos Véderő Egyesület (MOVE) megalakulásához 1919. január 19-én, a Gólyavárban.

## Politikai pályafutása
Károlyi Mihály, majd Berinkey Dénes polgári demokratikus kormánya felismerte, hogy a fegyveres MOVE potenciális veszélyforrás a forradalmi berendezkedésre nézve. Gömbös a letartóztatást elkerülendő Bécsbe emigrált, ahol a Magyar Tanácsköztársaság kikiáltása után csatlakozott a Bethlen István vezette ellenforradalmi Anti Bolsevista Comitéhez (ABC), mely legfőbb feladatának a proletárdiktatúra megdöntését tartotta. Az ABC megbízásából Belgrádban tárgyalt a megszálló francia és szerb erőkkel egy ellenforradalmi bázis létesítésére a megszállt Pécsett. Bár a javaslat kudarcot vallott, a franciák támogatták a hasonló szervezkedést Szegeden, ami otthont adhatott Károlyi Gyula ellenforradalmi kormányának. Egyes források szerint Károlyi Gömbös javaslatára hívta Aradra Horthy Miklóst, hogy kormánya honvédelmi minisztere legyen. (Horthy a kormány Szegedre költözése után a franciák nyomására kilépett a kormányból, és a szerveződő Nemzeti Hadsereg fővezére lett.) Július 29.-én, francia nyomásra távozott Szegedről, először Grazba ment, ahol sikertelenül próbálta átvenni az irányitást Lehár Antal legitimista csapatai felett.
A kommün bukása után belépett a Nagyatádi Szabó István vezette Országos Kisgazdapártba, amelynek színeiben 1920-ban Törökszentmiklós nemzetgyűlési képviselőjévé választották. Támogatta Horthy kormányzóvá választását. 1921 októberében a király második visszatérési kísérlete idején fontos szerepet játszott a visszatérő IV. Károly király csapataival szembeszálló kormányhű erők (elsősorban az egyetemi zászlóaljak és a budapesti helyőrség) mozgósításában, és a budaörsi csatában.

### A fajvédelemtől a miniszterségig
A kormánypárt és a kisgazdák fúziója révén 1922 februárjában Bethlen vezetésével létrejött Egységes Pártban ügyvezető alelnöki funkciót töltött be. 1924-ben néhány elvbarátjával (pl. Eckhardt Tibor, Bajcsy-Zsilinszky Endre) kilépett az EP-ből, mert szembekerült Bethlennel a bethleni konszolidáció, a Népszövetséghez való csatlakozás és a népszövetségi kölcsön ügyében. Ekkor megalakította a Magyar Nemzeti Függetlenségi (Fajvédő) Pártot, mely ezután a kormánypárt jobboldali ellenzékeként volt jelen a Nemzetgyűlésben. Továbbra is vezető szerepet játszott a MOVE-ben és más, a korra jellemző titkos szervezetekben, így például az Etelközi Szövetségben (EX). Szoros kapcsolatot tartott németországi szélsőjobboldali mozgalmakkal, jelentős szerepe volt abban, hogy Magyarországon menedéket kaptak a müncheni Kapp-puccs vezetői, például Wolfgang Kapp, Erich Ludendorff és Trebitsch-Lincoln.
Gömbös nagytétényi telkén álló épületben bukkantak rá magyar újságírók Matthias Erzberger német politikus gyilkosaira is 1924 nyarán. A katolikus Centrumpárthoz tartozó férfit szélsőséges német nacionalisták ölték meg 1921-ben. Korabeli sajtóhírek szerint a magyar rendőrségnek utasítása volt arra, hogy ne intézkedjen a Gömbös telkén időző három állítólagos bajor gazdálkodóval szemben, akik közül Heinrich Schulzot végül a sajtóbotrány kipattanása után német detektívek azonosítottak Budapesten. A magyar hatóság ügyetlenkedésének köszönhetően a másik két bajor megszökött.
1928-ban, látva az EP megingathatatlan fölényét, Gömbös feloszlatta a Fajvédő Pártot, megígérte az akkori zsidó hitközség vezetőjének, hogy nem rendez pogromot, hivatalosan is bejelentette: „revideálom álláspontomat”, szakítva addigi nézeteivel. Ismét belépett az Egységes Pártba. 1928. szeptember 5-étől 1929. november 10-éig honvédelmi államtitkár, majd 1932. november 1-jéig honvédelmi miniszter volt. 1929-ben Horthy szolgálaton kívüli tábornokká nevezte ki és ajánlotta felvételét a Vitézi rendbe (innentől teljes neve vitéz jákfai Gömbös Gyula). Hadügyminiszterként tartózkodott a politizálástól, és sokat tett a hadseregfejlesztés érdekében. Miután a nagy gazdasági világválság hatására Bethlen István lemondott, majd amikor Károlyi Gyula kormánya megbukott, 1932. október 1-jén a határozott programmal fellépő Gömbös lett a miniszterelnök.

### Miniszterelnöksége
Kormányra lépését követően kidolgozta kormányprogramját, a 95 pontos Nemzeti Munkatervet (kritikusai elnevezésével „Álmoskönyvet”), amit publikált is. A Nemzeti Munkaterv a közjogi, államigazgatási, gazdasági, kulturális stb. berendezkedés átalakítását, racionalizálását és korszerűsítését hirdette meg, szociális, és a parasztság helyzetét javító intézkedéseket helyezett kilátásba, egyben lépéseket tett a tekintélyuralmi állam kialakítására (elsősorban olasz mintára). A részben Mussolini ihlette program nagyrészt nem valósult meg, azonban kezdeti támogatást biztosított Gömbös számára a néptömegek körében.
Törekvései egy részének – legalábbis átmenetileg – sikerült megnyernie a harmincas években meginduló falukutató mozgalom sok reprezentánsát, szélsőjobboldali csoportok mellett az ún. népi baloldal egy részét is. A 20-as, 30-as években Gömbös példátlan presztízst élvezett az egyetemi ifjúság körében. A bajtársi egyesületekben – az 1921. októberi budaörsi csata után – valóságos Gömbös-kultusz bontakozott ki, az 1930-as évek meghatározó tömegmozgalmává váló Turul Szövetség vezetői is Gömbösben látták példaképüket. A fiataloknak imponált Gömbös meg nem alkuvó stílusa, amellyel radikális megoldást ígért az 1918 után hirtelen megnövekvő értelmiségi munkanélküliségre, széles, keresztény-nemzeti szellemű tömegeknek helyezve kilátásba az értelmiségi boldogulás lehetőségét.

#### Kül- és belpolitikája

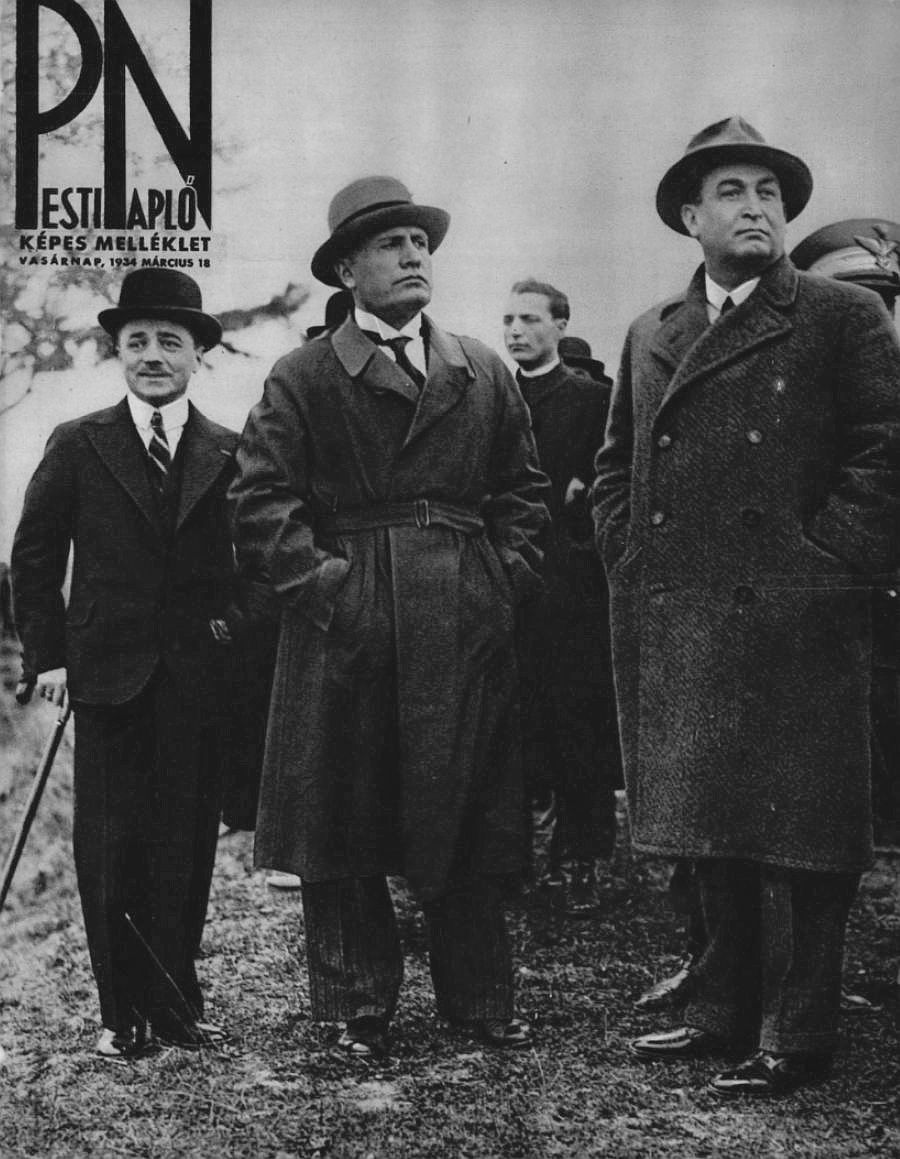
Dollfuß, Mussolini és Gömbös Rómában 1934 márciusának közepén, római találkozójuk alatt

Gömbös igyekezett a befolyását továbbra is megtartó Bethlen-csoporttal együttműködve kiutat találni a válságból, közben a bázisát is növelni próbálta. Egyik első lépése a Károlyi Gyula miniszterelnöksége alatt bevezetett statárium felszámolása volt, mivel helyesen ismerte fel, hogy a szükségállapot felesleges, hiszen nem alakult ki tömegmozgalom a fennálló rendszer ellen.
A gazdaság helyzetén protekcionizmussal és exportösztönzéssel kívánt javítani, amiben nagy segítségére voltak tehetséges szakminiszterei, a gazdasági tárcát vezető Imrédy Béla és a külügyek élén álló Kánya Kálmán. Első külföldi útja Rómába vezetett, ahol nemcsak Mussolini, de XI. Piusz pápa rokonszenvét is sikerült elnyernie. 1933-ban kereskedelmi egyezmény született Ausztriával, 1934-ben pedig a római jegyzőkönyvek révén megszületett az osztrák–olasz–magyar hármas szövetség.
Adolf Hitler hatalomra kerülésekor a miniszterelnök sietett gratulálni az újdonsült kancellárnak, majd 1933 júniusában elsőként a vezető európai politikusok közül Berlinbe utazott, ahol kereskedelmi egyezményt kötött Németországgal. Piacszerzés reményében a közép-európai térségben elsőként a magyar állam felvette a diplomáciai kapcsolatot a Szovjetunióval 1934. április 12-én, miután ezt Magyarország előtt 1933. november 16-án az Egyesült Államok, a nagyhatalmak közt utolsóként, megtette. Erre azért nyílhatott lehetőség, mert a Szovjetunió mérsékelte a versailles-i békék elleni kritikáját, és Németország sakkban tartása végett ki akart törni diplomáciai elszigeteltségéből. A kezdődő magyar–szovjet barátkozás azonban szinte azonnal megrekedt, az 1935-ös szovjet–francia szövetség és az 1936-os Antikomintern paktum létrejöttével a két állam hamar szembekerült egymással egészen 1939. augusztus 23-áig, a német–szovjet viszony rendezéséig.

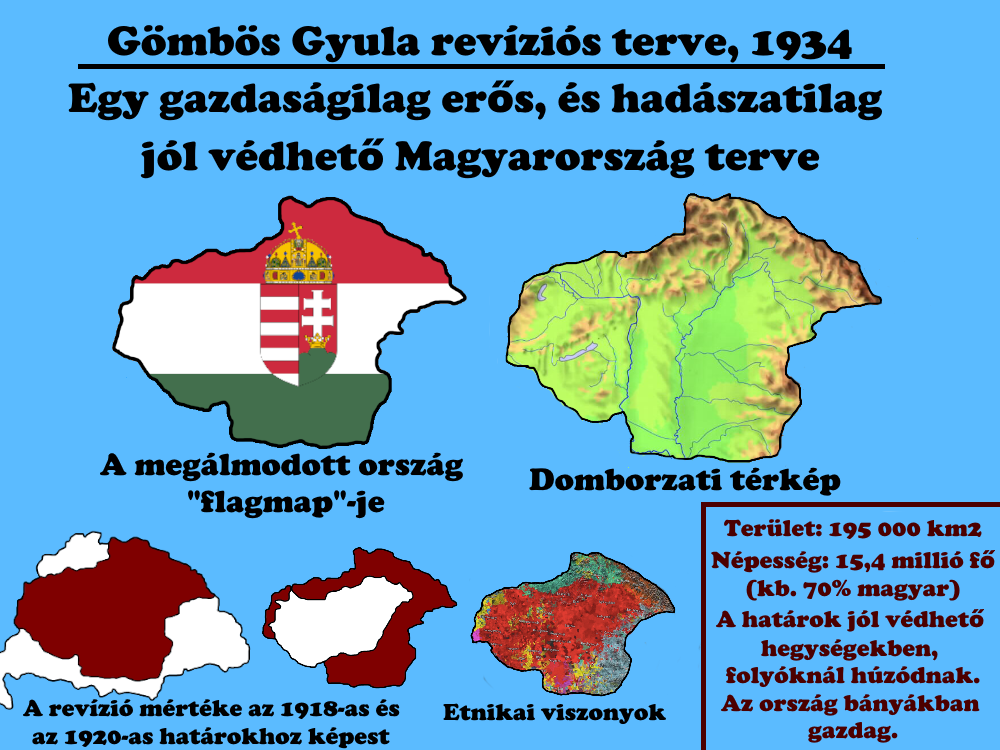
Gömbös revíziós terve, 1934 – az elképzelt új határok

Az osztrák, olasz és német piac megnyílása segített a magyar gazdaságnak kilábalnia a válságból. Ennek kézzelfogható eredményei voltak a megindult beruházások, a kommunális és szociális fejlődés, a lakosság életkörülményeinek javulása, a külpolitikai sikerek pedig részben enyhítették a trianoni diktátum kudarcélményét. Gömbös a revízió ügyét csak kevéssé használta fel politikájában. Ilyen irányú elképzelései enyhék voltak más korabeli és korábbi elképzelésekhez képest. Nem hitt abban, hogy diplomáciai úton végre lehet hajtani a revíziót, különösképpen nem az integrális revíziót. Mussolini kérésére 1934-ben bemutatott egy határtervezetet, amely azonban az etnikai revíziós elképzeléseken túli területi igényeket is tartalmazott, így a teljes Kárpátalját, Kelet-Szlovákiát, Dél-Szlovákiának egyes tisztán szlováklakta részeit, Nyugat-Erdélyt és a Délvidéket. Mégis ez volt az első olyan terv kormánytag részéről, amely nem a teljes revízió igényével lépett fel. Tervében a Magyar Királyság területe 195 000 km²-re nőtt volna.

#### Kultúrpolitika
A Gömbös-kormány nyitotta meg azt a nyilas hatalomátvételig tartó szakaszt, amelyben Magyarország történetében először nem volt hivatalos kultúrpolitikai irányzat, a kormánypolitika nem határozta meg, nem befolyásolta a szellemi életet. Szabad teret kapott a társadalomkritikai irodalom is, a népi írókkal Gömbös megalapította az Új Szellemi Frontot, de ezzel párhuzamosan a népi-nemzeti irodalom már nem volt kötelező és kizárólagos irodalmi irányzat, Ady Endre és Babits Mihály költészete is teret kapott.

#### Az átalakítási kísérlet
Miután Gömbös helyzete konszolidálódott, hozzálátott a kezdettől fogva tervezett szerkezetváltás megvalósításához. Az addigi konzervatív-liberális bethleni szisztémához képest irányvonalát a jobbra nyitás, a modernizáció és az autokratizmus jellemezte. Egy új, keresztény-nemzeti tekintélyuralmi állam létrehozására törekedett.
Már 1932-ben átalakította az Egységes Pártot a Nemzeti Egység Pártjává (NEP), amiben fokozatosan háttérbe szorította Bethlent és konzervatív-liberális csoportját. Szándéka szerint modern tömegpártot hozott volna létre. 1933-ban keresztülvitte a kormányzói jogkör kiszélesítését, így megszerezte Horthy támogatását, 1934-ben pedig titkos paktumot kötött a kisgazdákkal, akik támogatásukról biztosították a Bethlen-klikkel szemben – cserébe a titkos választások bevezetését kérték.

#### Az 1935-ös választás
1935-ben átalakította kormányát, ahova saját híveit (például Kozma Miklós, Darányi Kálmán, Bornemisza Géza) ültette. Elérte, hogy Horthy 22 tábornokot nyugdíjaztatott, így a hadsereg fiatal, Gömbössel rokonszenvező tisztekkel töltődött fel.

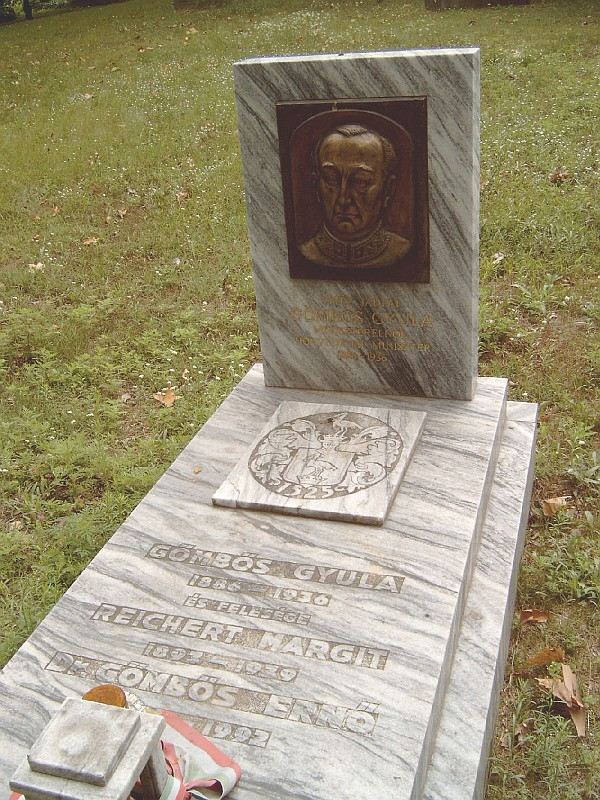
Gömbös Gyula és felesége síremléke a Fiumei úti sírkertben (19/1-2-20)

Márciusban Horthy feloszlatta az Országgyűlést, mire Bethlen és csoportja kilépett a NEP-ből. Gömbös elérte Horthynál, hogy politikai céljai (Bethlen híveinek és az FKGP-nek a visszaszorítása) érdekében még a titkos szavazás bevezetése előtt írja ki a választásokat, amin igen durva, erőszakos eszközökkel (endrődi sortűz) pártja és támogatói elsöprő győzelmet arattak mind a konzervatív, mind a baloldali erők felett.
A kormánypárt 171 mandátumával megerősödve került ki a küzdelemből. Az eredmény kialakításában a szokásos választási csalások és kormányprivilégiumok felhasználása – az ellenzék ajánlási íveinek visszautasítása, a választók közvetlen befolyásolása, a hatalmas kampánypénzek, a rádiónak, mint propagandaeszköznek a monopolizálása – jelentős szerepet játszott. Az ellenzék szinte minden árnyalata egyetértett abban, hogy ezen a választáson történt a legtöbb törvénysértés és csalás. A legdurvább eset Tarpán történt, ahol Gömbös a hozzá csatlakozni nem akaró Bajcsy-Zsilinszky Endre ellenében olyan személyt választatott meg képviselőnek, akiről utóbb kiderült, hogy nemcsak a neve hamis, hanem még választójoggal sem lett volna szabad rendelkeznie. Minden addiginál nagyobb számban, összesen 38 mandátumot támadtak meg petícióval, s ebből 17-nél a Közigazgatási Bíróság az eredményt megsemmisítette.

### Bukása
Úgy tűnt, hogy Gömbös kísérlete végül sikerrel jár: a parlamentet és a fejlődő hadsereg vezetését is támogatóival, híveivel töltötte fel, és az adminisztrációs rendszer modernizációja is folytatódott. Azonban az átalakítás összességében nem hozta meg a várt eredményt. Hagyományos eszközökkel a magyar politikai rendszerben nem lehetett a totális uralom kialakításának zálogául szolgáló tömegpártot létrehozni a NEP-ből. Ráadásul a tekintélyuralmi állam kialakítását Horthy és a hagyományos vezetőréteg is ellenezte.
1936 elején Gömbös Gyula már bukott politikus volt. Menesztését Horthy csak a miniszterelnök halálos betegségére való tekintettel halogatta. Krónikussá váló vesebaja végül 1936. október 6-án végzett vele, amikor éppen Münchenben tartózkodott kezelésen. Bár Gömbösnek nem sikerült kialakítania a tekintélyuralmi államot, az általa véghez vitt intézkedések nagyban befolyásolták a későbbi eseményeket, így a magyar–német viszony alakulását és a szerepvállalást a második világháborúban.

## Házasságai és leszármazottjai
1915. augusztus 2-án Bécsben, vette feleségül Reichert Margit (Bécs, 1893. október 10. – Budapest, 1939. november 29.) kisasszonyt, akinek a szülei Reichert Karl Wilhelm és Löhr Johanna Wilhelmina voltak; pár év házasság után elváltak. Gömbös Gyula és Reichert Margit frigyéből három gyermek született:
- Gömbös Ernő, dr. (Bécs, 1916. június 6. –  Klagenfurt, 1992. május 10.) tüzér százados. Neje: Iklódy Szabó Edit.
- Gömbös Dorottya (Bécs, 1917. november 21. – Bécs, 1972. április 14.). Férje: fertősalmási Balogh Elemér (Budapest, 1913. július 4. − Bécs, 2008. november 10.), bank tisztviselő,[15][16] almási Balogh Elemér fia.
- Gömbös Gyula (Bécs, 1918. október 18. – Úri, 1943. január 12.) huszár főhadnagy. Nőtlen.

Gömbös Gyula Budapesten 1926. július 8-án Budapesten, újra megnősült; második felesége a római katolikus, nemesi származású, elvált horogszeghi Szilágyi Erzsébet Antónia Mária Margit  (Sopron, 1889. november 7. – Budapest, 1933. július 16.) volt, akinek a szülei horogszegi Szilágyi Imre (1858–1916), Sopron vármegyei árvaszéki elnök és szentgyörgyi Horváth Margit (1871–1952) voltak. Szülei elváltak, édesanyja pedig férjhez ment belatini Braun Géza (1872–1931) pezsgőgyároshoz, akitől született még egy lánya: belatini Braun Marietta (1900–1973), aki később Bárdossy László magyar miniszterelnök felesége lett. Szilágyi Erzsébet apai nagyszülei horogszegi Szilágyi Gáspár (1820–1889), a Győri püspökség uradalmi kormányzója és nemeskéri Kiss Antónia (1827–1909) voltak; az anyai nagyszülei szentgyörgyi Horváth Zsigmond (1837–1892), királyi kamarás, földbirtokos és köbölkuti Ivánkovich Mária (1843–1911).
Gömbös második felesége háromszor házasodott: első férje jakubai dr. Nemeshegyi Oszkár miniszteri tanácsos, akivel 1909. november 20-án kötött házasságot Budapesten; válásuk után Unger Tibor (Budapest, 1885. január 15. – Voronyezs, 1950), huszárőrnagyhoz ment feleségül 1912. június 29-én, Budapesten. Gömbös és Szilágyi frigyéből nem született gyermek. Második felesége halála után Gömbös Gyula ismét feleségül vette első asszonyát, Reichert Margitot, Nagytétény|Nagytétényben, 1934. augusztus 23-án. Több gyermekük nem született.

## Nyomtatásban megjelent művei
- Egy magyar vezérkari tiszt bíráló feljegyzései a forradalomról és ellenforradalomról; Budapesti Hírlap Ny., Bp., 1920
- Ünnepi harangszó. Prohászka Ottokár, Gömbös Gyula, Farkas Edith beszédei az 1920. dec. 10-én tartott Horthy-ünnepélyen; Élet Ny., Bp., 1921
- Gömbös Gyula nemzetgyűlési képviselő beszéde a Nemzetgyűlés 1921. december 12-én tartott ülésén; Közigazgatási Rt. Ny., Bp., 1921
- Gömbös Gyula beszéde Szegeden; Bagó Ny., Bp., 1922 (Politikai beszédek)
- A nemzeti öncélúságért! Gömbös Gyula miniszterelnök tizenkét beszéde; Stádium, Bp., 1932 (hasonmásban: 2001)
- Válogatott politikai beszédek és írások; szerk., utószó Vonyó József; Osiris, Bp., 2004 (Millenniumi magyar történelem. Politikai gondolkodók)
- Egy magyar vezérkari tiszt bíráló feljegyzései a forradalomról és ellenforradalomról; sajtó alá rend., jegyz., utószó Turbucz Péter; Attraktor, Máriabesnyő, 2017 (Fiat iustitia)

## Emlékezete
- 1932-ben, már miniszterelnökként Orosháza díszpolgárává választotta.
- 1933-ban Győr város díszpolgára lett.
- 1933-ban Gyula díszpolgárává választotta.
- 1934-ben Esztergom díszpolgárává választotta, de az oklevelet Gömbös nem vette át.
- 1934. június 21-én Rákospalota díszpolgára lett (az ünnepség az akkori Erzsébet utcai iskola tornacsarnokában zajlott).[31]
- 1934. szeptember 10-én Zala község díszpolgárává választotta.
- 1935-ben Szeged díszpolgárává választotta.[32] 2014 decemberében az MSZP-s többségű önkormányzat visszavonta a címet.[33]
- Szekszárd megyei jogú város díszpolgárává avatta.
- Szentes város díszpolgára lett.
- 1942. június 21-én Budapest I. kerületében, a Döbrentei téren felavatták egész alakos márványszobrát (Pásztor János alkotását). A szobrot 1944. október 6-án a Marót-csoport nevű kommunista akciócsoport felrobbantotta.[34]
- Alakja felbukkan Kondor Vilmos Budapest noir című bűnügyi regényében, halála és temetése a regény kezdeti szakaszának meghatározó momentuma.